# Aneplasa
Aneplasa is een geslacht van spinnen uit de familie bodemjachtspinnen (Gnaphosidae).

## Soorten
De volgende soorten zijn bij het geslacht ingedeeld:
- Aneplasa balnearia Tucker, 1923
- Aneplasa borlei Lessert, 1933
- Aneplasa facies Tucker, 1923
- Aneplasa interrogationis Tucker, 1923
- Aneplasa nigra Tucker, 1923
- Aneplasa primaris Tucker, 1923
- Aneplasa sculpturata Tucker, 1923
- Aneplasa strandi Caporiacco, 1947